# قلعة إيج
قلعة الأمير الكبير (بالكردية: قه ڵا ى پاشاى گه وره‏) تقع شمال مدينة رواندز، تسمى إيج قلعة (القلعة الداخلية) وتسمى (ئيسقه ڵا، ئيشقه ڵا) كما يسميها أهل رواندز (ئيسقه را- أسقرا). تعد القلعة إحدى أهم قلاع الأمارة السورانية في أربيل. يعود تاريخ القلعة إلى عهد الأمير محمد الرواندزي (پاشای گه وره) (1813 – 1837 م)، الذي شيد الكثير من القلاع والأبراج الحصينة، تشاهد بقاياها إلى الآن في (سيدكان، شيروانيان، عقرة، رواندز، درا).
القلعة مهملة حالياً وفي وضع يرثى لها حيث تهدمت أجزاء منها وبقي السور في الجهة الشمالية والأسس العمارية في الجهات الأخرى.

## معرض صور

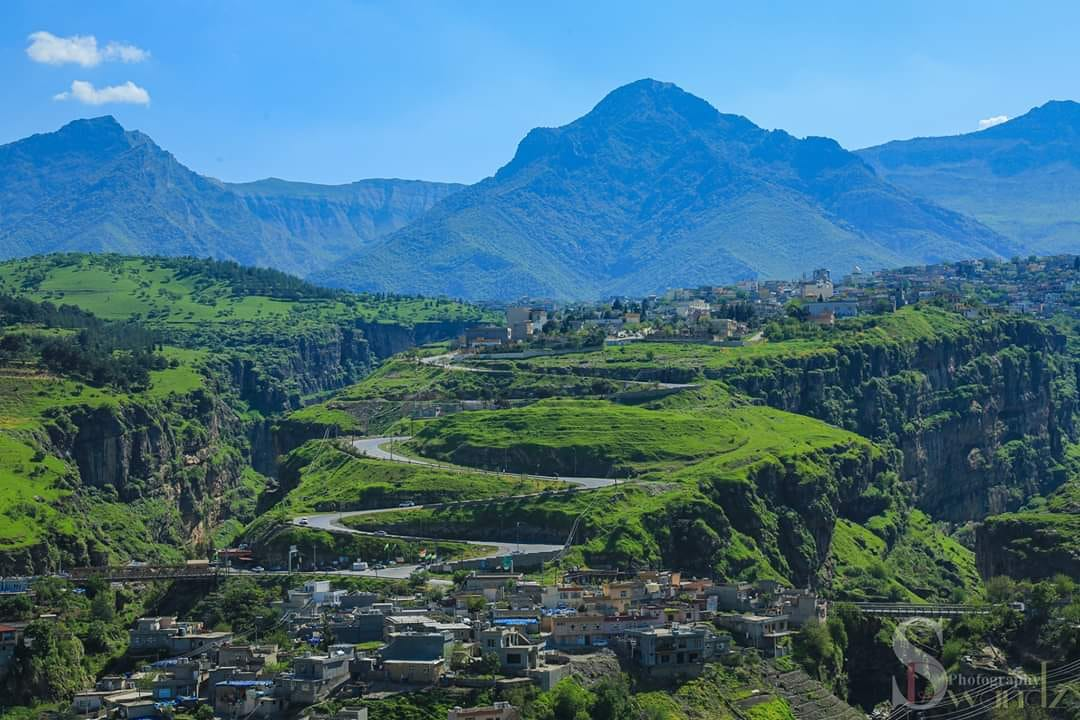
مدينة رواندز
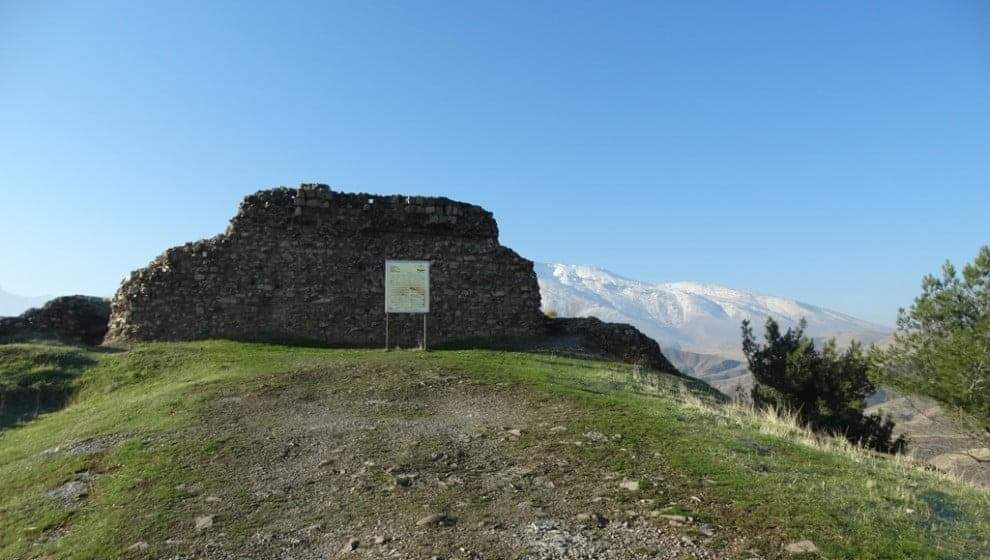
إيج قلعة
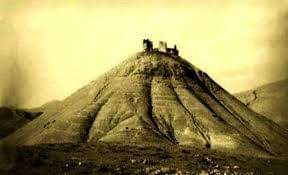
إيج قلعة
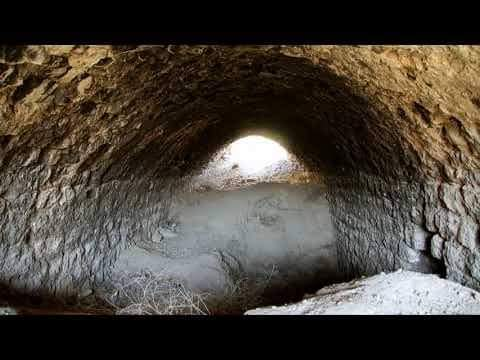
إيج قلعة
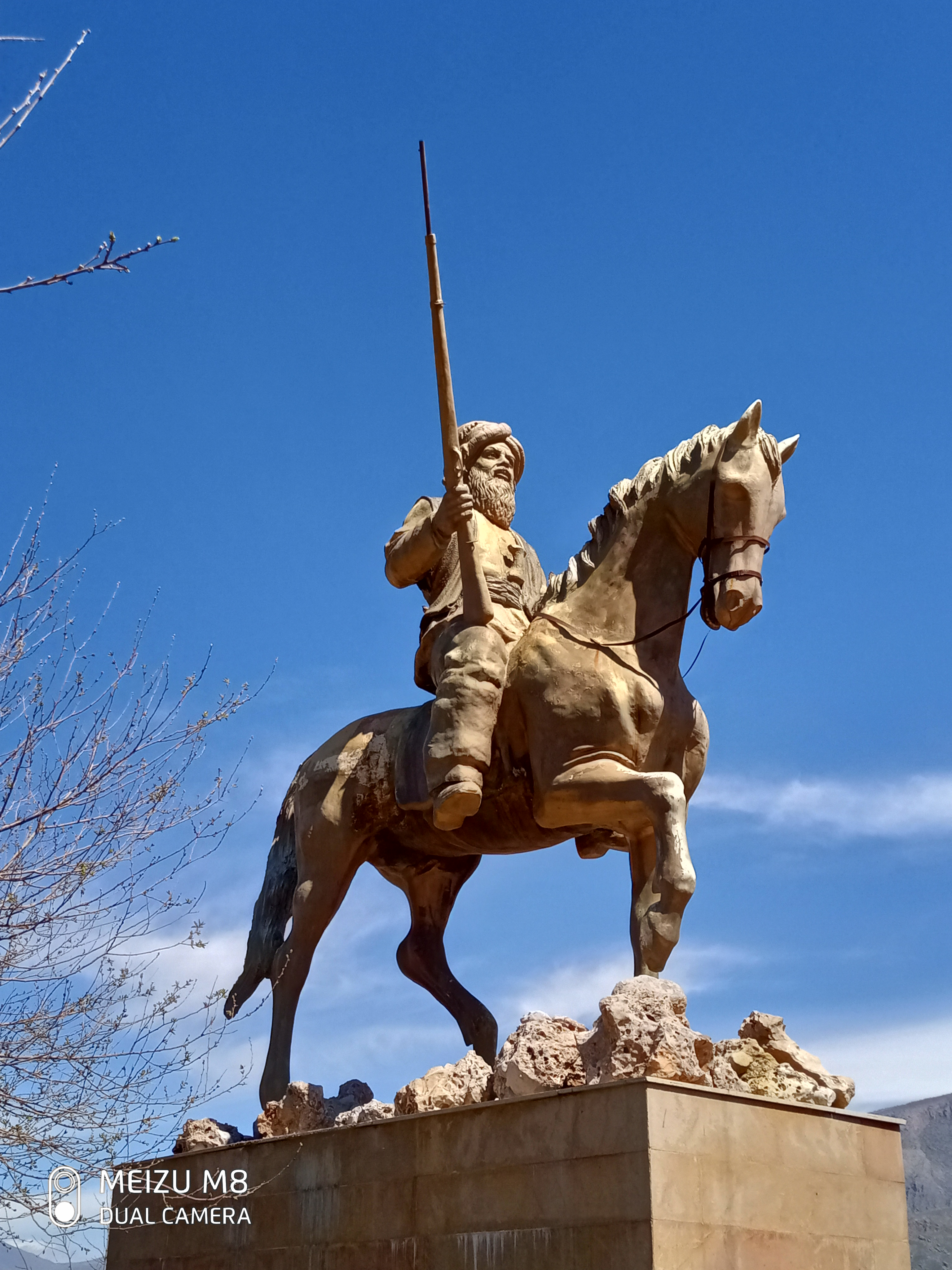
پاشای گه وره " الأمير محمد الرواندزي